# 谷 (流山市)
谷（たに）は千葉県流山市の地名。郵便番号は270-0173。郵便番号は270-0173。

## 地理
流山市の中部に位置する。流山街道沿いに所在するほか、江戸川に程近い場所に飛び地がある。
飛び地などにより入り組んでいるが、概ね東は上貝塚、西・北は南、南は下花輪と接している。

## 歴史

### 沿革
- 1869年（明治2年）　葛飾県葛飾郡谷村となる。
- 1871年（明治4年）　廃藩置県により印旛県葛飾郡谷村となる。
- 1873年（明治6年）　県の統合及び、郡の分割により千葉県東葛飾郡谷村となる。
- 1889年（明治22年）　東葛飾郡大畔村、小屋村、桐ケ谷村、北村、南村、下花輪村、上貝塚村、上新宿村、上新宿新田、平方村、平方村新田、平方原新田、中野久木村、深井新田、東深井村、西深井村と合併し、東葛飾郡新川村大字谷となる。
- 1951年（昭和26年）4月1日　流山町、八木村と合併し、東葛飾郡江戸川町大字谷となる。
- 1952年（昭和27年）1月1日　江戸川町が流山町に改称。東葛飾郡流山町大字谷となる。
- 1967年（昭和42年）1月1日　市制施行により、流山市大字谷となる。

## 世帯数と人口
2017年（平成29年）11月1日現在の世帯数と人口は以下の通りである。
| 大字 | 世帯数 | 人口 |
| ---- | ------ | ---- |
| 谷   | 19世帯 | 40人 |

## 小・中学校の学区
市立小・中学校に通う場合、学区は以下の通りとなる。
| 番地 | 小学校               | 中学校               |
| ---- | -------------------- | -------------------- |
| 全域 | 流山市立西初石小学校 | 流山市立西初石中学校 |